# Ronde de Bordeaux

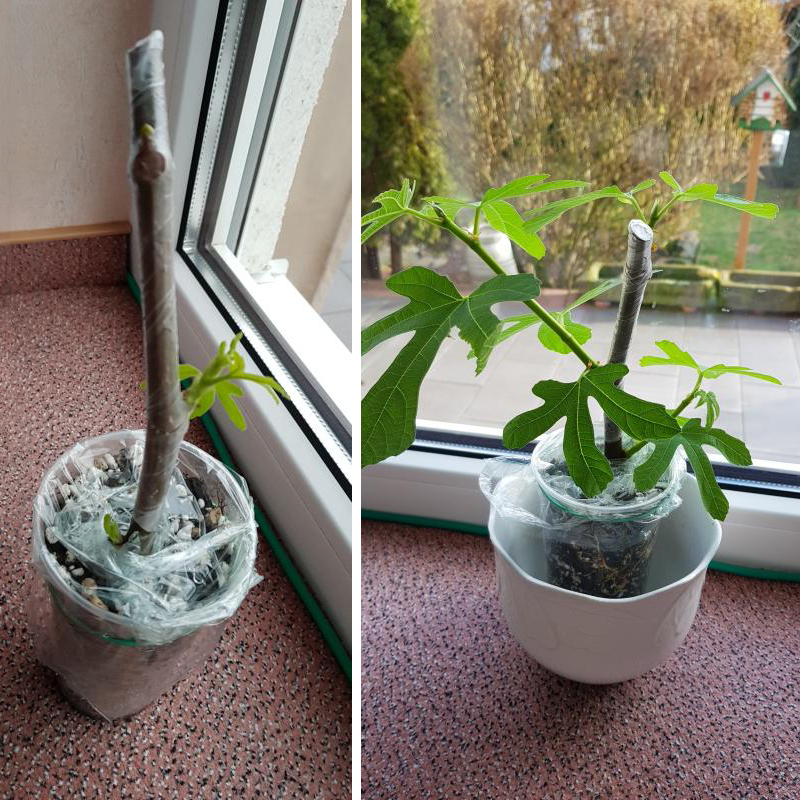
Steckholz der Feigensorte Ronde de Bordeaux 24 und 46 Tage nach Eintopfung

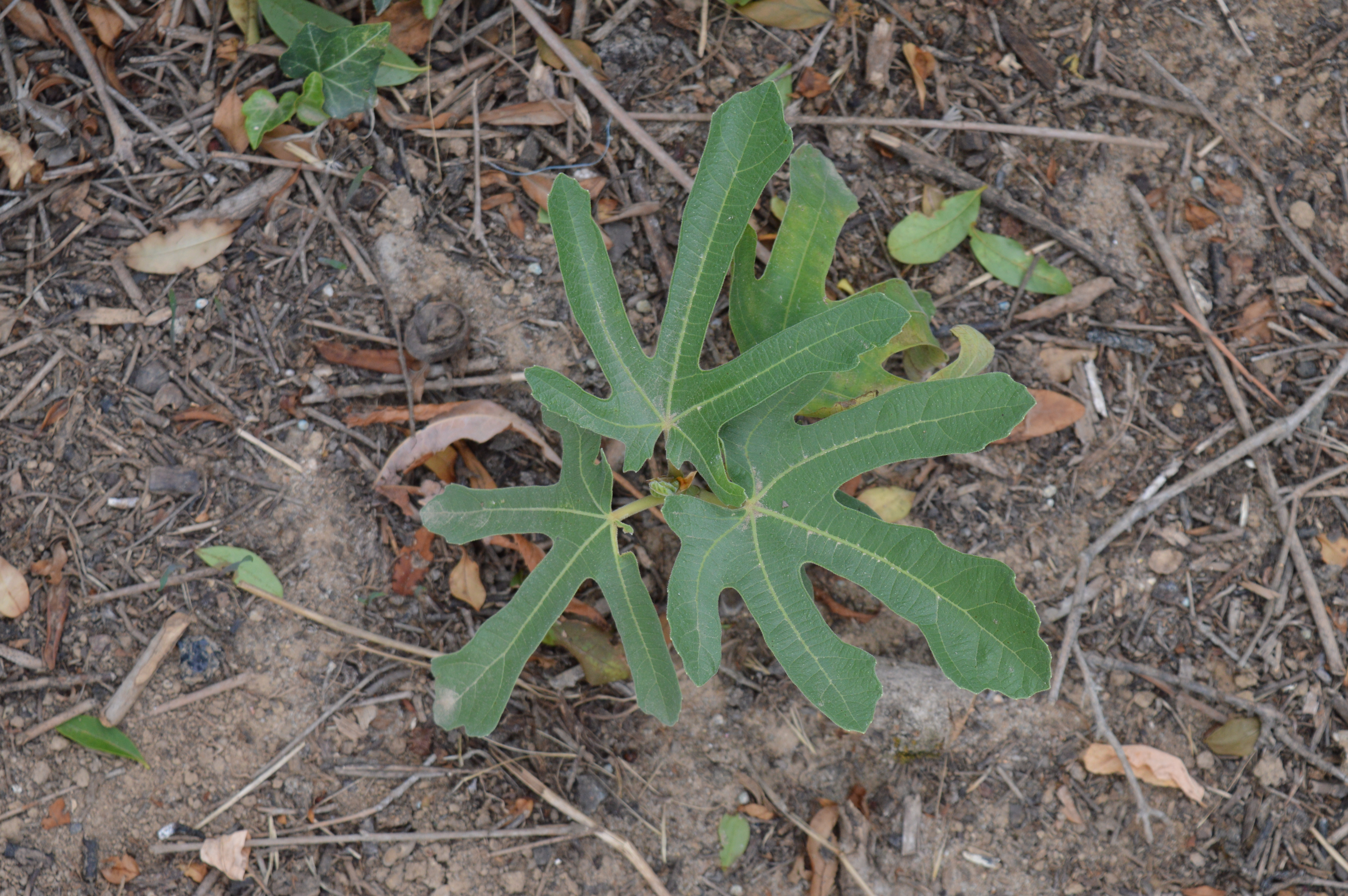
Steckling der Sorte Ronde de Bordeaux einen Monat nach der Bewurzelung mit dem für die Sorte typischen Laub mit sehr schmalen, glattrandigen "Fingern".

Ronde de Bordeaux ist eine traditionelle französische Feigensorte der Art Ficus carica, die für ihren ausgezeichneten Geschmack, ihre große Winterhärte und ihre Robustheit bekannt ist.
Synonyme des Sortennamens sind „Early Round of Bordeaux“ und „Black of Bordeaux“. Die Sorte „Rouge de Bordeaux“, auch „Pastilière“ genannt, ist nicht mit Ronde de Bordeaux identisch. Unter Liebhabern ist für Ronde de Bordeaux die Abkürzung "RdB" verbreitet.

## Baum
Ronde de Bordeaux ist starkwüchsig und erreicht in Mitteleuropa meist eine Höhe von 3–4 m und eine ebensolche Breite. In Südeuropa wird sie bis zu 5 m hoch und 7 m breit. Das Blatt ist meist fünflappig und tief eingeschnitten. Vor allem nach stärkerem Rückschnitt und größeren Frostschäden werden Bodentriebe aus dem Wurzelbereich gebildet, die sich leicht von der Mutterpflanze trennen lassen, um so Jungpflanzen zu gewinnen.

## Frucht

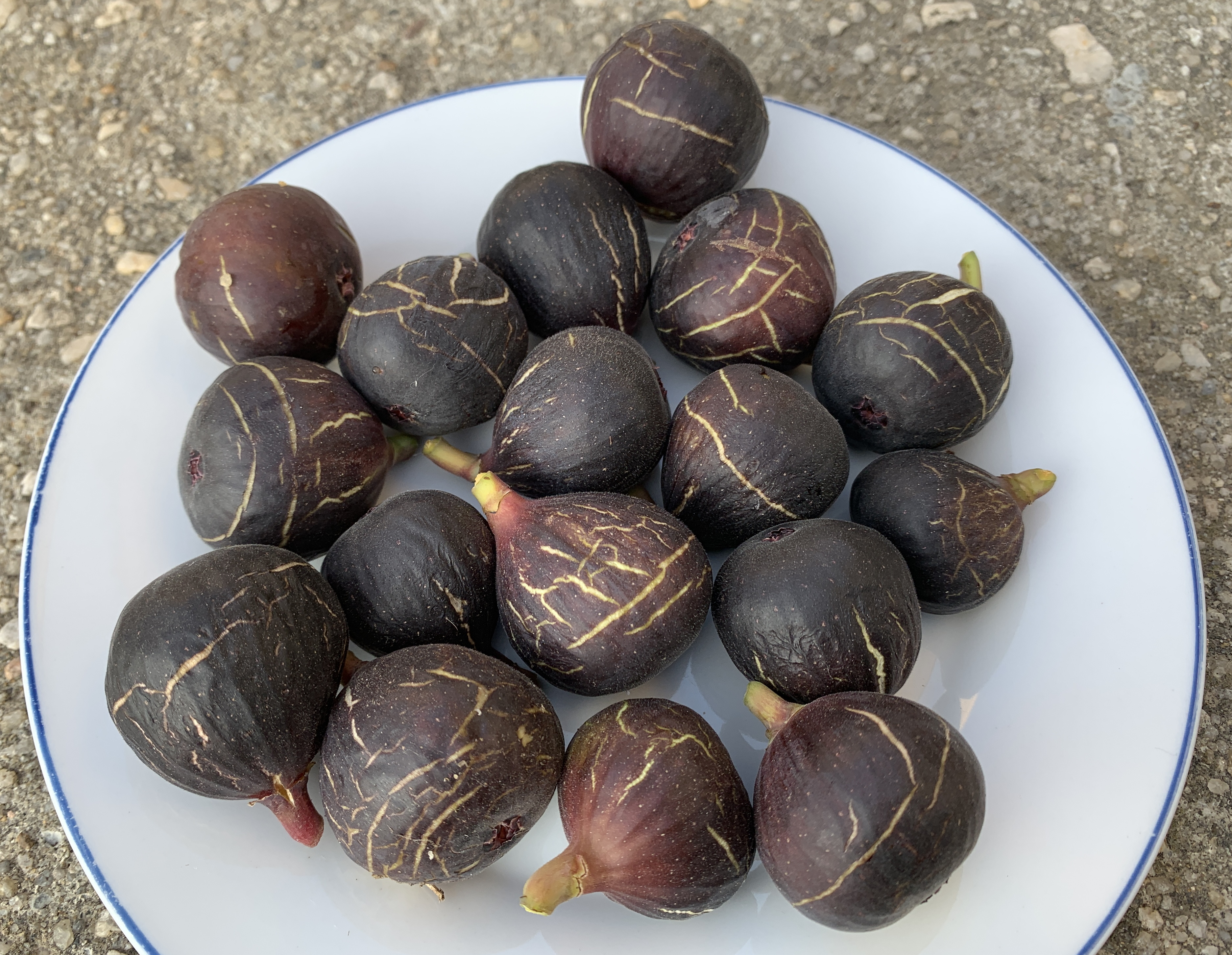
Reife Früchte

Die Feigen der Sorte Ronde de Bordeaux sind eher klein und wiegen meist zwischen 35 und 45 Gramm. Sie sind fast kugelrund, kurzstielig und werden, wenn sie reifen, erst bordeauxfarben, dann dunkelviolett und bei Vollreife fast schwarz. Die Früchte reifen in Mitteleuropa von August bis Oktober, teilweise sogar bis in den November hinein, wobei die Masse der Früchte im September reift. Auch bei schlechten Wetter reifen die Früchte langsam weiter. Bei normalem, nicht übermäßigem Fruchtbehang reifen auch so gut wie alle Früchte aus, im Gegensatz zu sich später entwickelnden Sorten, von deren Früchte in Mitteleuropa meist nur ein Teil reif wird.
Obwohl Ronde de Bordeaux meist als „unifère“, also einmaltragende Feige bezeichnet wird, bilden vor allem ältere Exemplare ab Juni einige wenige „Blühfeigen“ aus, die etwa 50 Gramm schwer, sehr aromatisch, tropfenförmig und sehr dunkel, fast schwarz sind. Besonders im Jahre 2019 trugen verhältnismäßig viele Bäume der Sorte einige Blühfeigen.

## Winterhärte
Ronde de Bordeaux ist eine der winterhärtesten Feigensorten überhaupt. In einem mehrjährigen Versuch mit verschiedenen Feigensorten in Göteborg in Schweden erwies sich Ronde de Bordeaux neben Hardy Chicago als die Sorte, die tiefe Wintertemperaturen am besten überstand. Bei sehr starkem Frost erfrieren meist nur die dünneren Äste. Aus dem Stamm und den dickeren Ästen sprießen danach normalerweise neue Triebe, die bereits im nächsten Jahr wieder Früchte tragen.